# Aeroportul Malad City
Aeroportul Malad City (IATA: MLD, ICAO: KMLD, FAA LID: MLD) este un aeroport din Idaho, Statele Unite ale Americii.
Situat la o altitudine de 1.372,5144 m, aeroportul dispune de 1 pistă.

## Infrastructură

### Piste
Aeroportul dispune de o singură pistă. Pista 16/34 are suprafața de asfalt și dimensiunile 4.950 picioare × 60 picioare. 